# 千葉興常
千葉 興常（ちば おきつね）は、日本の室町時代（戦国時代）の武将。父は千葉胤盛、養父は伯父（胤盛の兄）の千葉介胤朝（たねとも）。

## 生涯
生誕年は不詳。早くに父・胤盛と死別したことから周防の大内氏のもとで育てられ、元服時に烏帽子親となった大内義興から偏諱の授与を受けて初名の胤棟（たねむね）から興常に改名した。
文明18年（1486年）胤朝が暗殺されるとこれに少弐政資が介入し、政資の弟が千葉胤資として新当主に擁立される。これをきっかけに九州千葉氏は分裂し、大内氏の後援を受ける興常が祇園城（千葉城）を本拠とした祇園千葉氏（東千葉氏）の初代となる。明応6年（1497年）に大内義興が少弐政資を攻め滅ぼした後には大内氏の肥前守護代に任命され、威勢を振るった。
命日は天文元年（1532年）6月5日、または天文9年（1540年）6月4日とされる。法名、本光寺殿、日慶。
家督を継いだ次男の丹波守喜胤も、天文11年（1542年）3月29日に病への悩みが原因で34歳で自殺し、その跡は婿養子となった千葉胤頼（少弐政資の孫）が継いだ。

## 偏諱を与えた人物
- 龍造寺常家（龍造寺胤家の孫、父は胤直、子とされる鎮家は大友義鎮（宗麟）の偏諱を受ける。）
- 石井常延（千葉氏の一族。佐賀藩祖鍋島直茂の正室で、初代藩主鍋島勝茂の生母陽泰院の実父）